# Japansk natthäger
Japansk natthäger (Gorsachius goisagi) är en hotad östasiatisk fågel i familjen hägrar inom ordningen pelikanfåglar. Den häckar i skogsområden huvudsakligen i södra Japan. Vintertid flyttar den till Filippinerna, men har även påträffats i Indonesien. Arten är fåtalig och minskar i antal, varför IUCN listar den som sårbar.

## Utseende
Japansk natthäger är en liten (49 cm) och satt häger med kraftig näbb. Den är rostbrun på huvud och hals med svarta streck nedför halsen och bröstet. Ovansida och vingtäcakre är kastanjebruna med tunn, svart marmorering. Liknande malajnatthägern har svart hjässa och lång tofs samt vita inslag i handpennorna som syns i flykten.

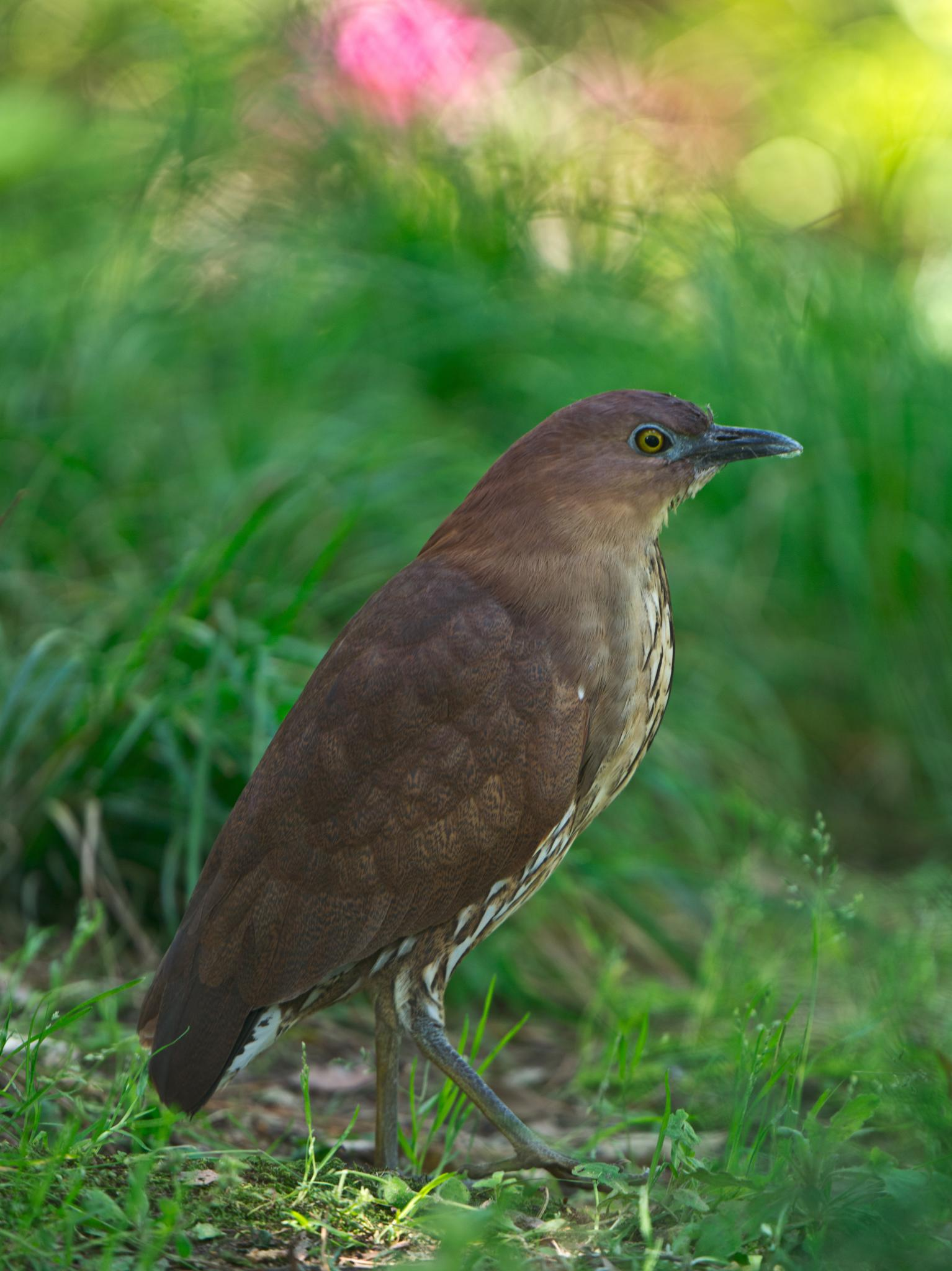

## Läte
Lätet är ett vittljudande och ugglelikt ljud som hörs både under häckningstid och under flyttningen. Under födosök kan den även yttra ett kraxande läte.

## Utbredning och systematik
Japansk natthäger häckar huvudsakligen i södra Japan. En rapport om häckning finns dock från Taiwan och nyligen upptäcktes även en häckningsplats på sydkoreanska ön Cheju-do. En stationär flock kan möjligen också finnas i Kinas inland. Vidare har den påträffats vår och sommar i sydöstra Ryssland och passerar under flyttningen kustnära Kina, Hong Kong och Taiwan. Den övervintrar huvudsakligen i Filippinerna, men har även påträffats vintertid i Indonesien, mer tillfälligt i Brunei, Palau och Vietnam. Den behandlas som monotypisk, det vill säga att den inte delas in i några underarter.

## Levnadssätt

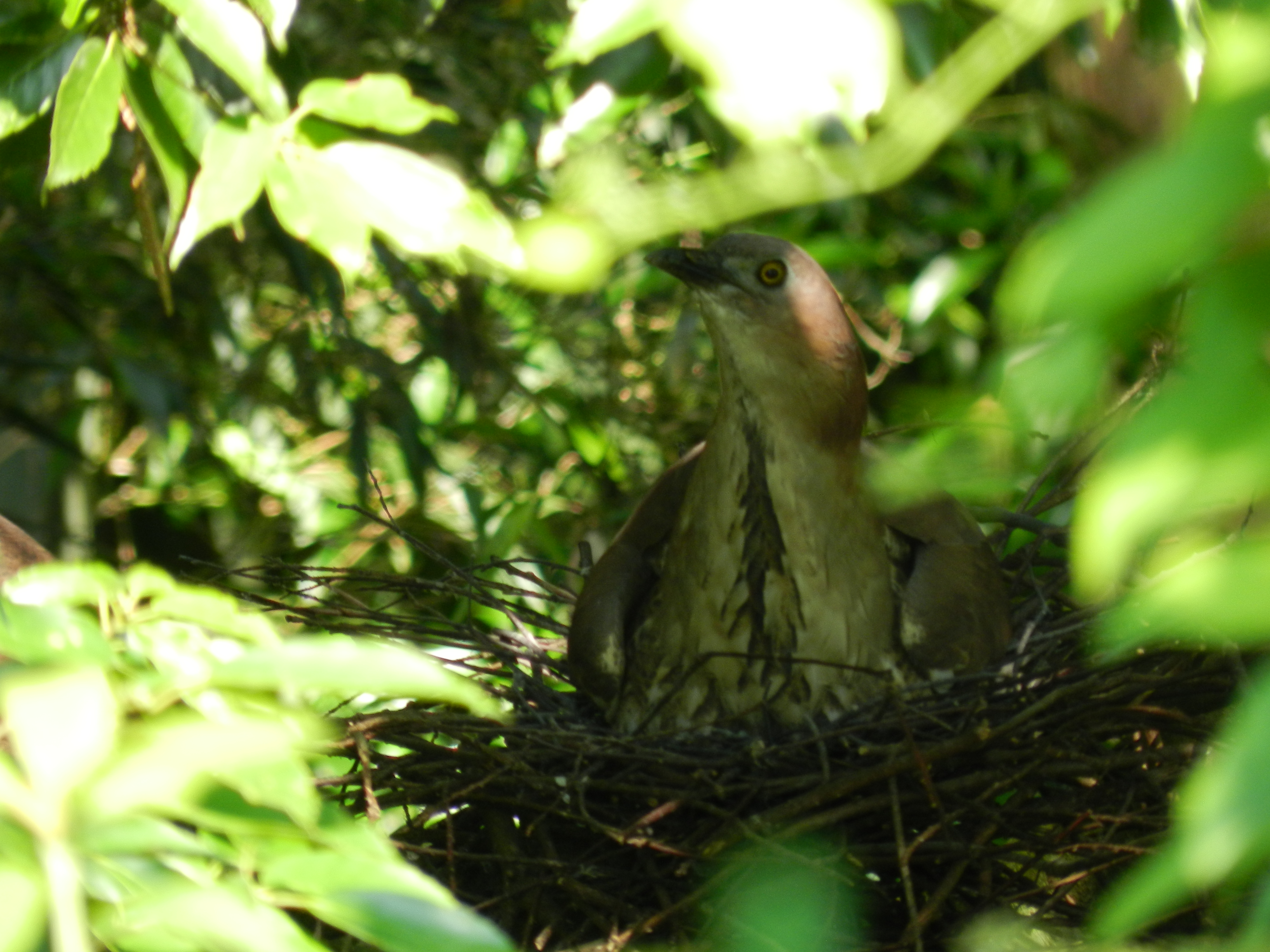
Japansk natthäger på bo.

Japansk natthäger häckar vid vattendrag och fuktområden i tät skog på sluttningar upp till 1 500 meters höjd, vintertid 2 400 meter. Den födosöker mestadels i skog i skymning och gryning, men använder även träsk, risfält och jordbruksfält, på jakt efter huvudsakligen daggmaskar, men även landlevande sniglar, cikador, krabbor och skalbaggar. Fågeln har konstaterats häcka från april till juli. En studie visar att nederbörd och mängden övergivna risfält är viktiga faktorer för artens förekomst.

## Status
Arten var lokalt vanlig i Japan fram till 1970-talet, men försvann därefter från ett antal häckingslokaler. Tidigare uppskattades världspopulationen till endast mellan 600 och 1 700 vuxna individer, men detta anses idag vara överdrivet pessimistiska siffror enligt internationella naturvårdsunionen IUCN. Från och med 2020 tros beståndet snarare bestå av mellan 5 000 och 10 000 vuxna individer. Från att tidigare ha kategoriserats som starkt hotad har den nedgraderats till den lägre hotnivån sårbar.

## Namn
Fågelns vetenskapliga artnamn kommer av det japanska namnet Goi-sagi för natthägern (Nycticorax nycticorax), ordagrant "femte rangs häger" (goi betyder "femte rang", sagi "häger"). I japansk folktro berordrade den omnipotente kejsar Daigo, som styrde Japan 897–930, en vassal att fånga en natthäger. Efter att ha hört kejsarens befallning underkastade sig natthägern och lät sig fångas. Kejsaren var så nöjd med att hägern hade bekräftat kejsarens allsmakt över både natur och människa att han gav den titeln "hägrarnas kung" och positionen som femte rang i hans hov, varefter han släppte den oskadd.